# Kaft (televisieprogramma)
Kaft was een televisieprogramma dat één seizoen werd uitgezonden op de Nederlandse zender RTL 4. De presentator was Sylvana Simons. Het programmaformat bestond uit een schrijver die centraal stond, de boekenkast van een Bekende Nederlander, artiesten die optraden met een nummer dat op dat moment populariteit genoot, zogenoemde hobbyboeken die werden aangeprezen en de Boeken Top 3.

## Afleveringen
- Carry Slee, schrijfster voor en door kinderen
- Geert Mak: onze nationale geschiedenisleraar
- Herman Brusselmans: een Belg die niet graag reist
- Liza van Sambeek: twee schrijfsters in één
- Rosita Steenbeek: muze en schrijfster
- Mo Hayder: fascinatie voor gruwel
- Kluun: een traan en een lach
- Arthur Japin: de liefde staat centraal